# Casa Aguilar (Cardona)
La Casa Aguilar, Palau d'Aguilar, Casal de Graells o Palau de Graells és un monument que forma part de l'Inventari del Patrimoni Arquitectònic Català de la vila de Cardona (Bages). El nom que rep es deu al seu emplaçament, atès que es desconeix el nom de la família que la va construir.

## Descripció
La casa Aguilar té una arquitectura civil d'època baix medieval, amb una estructura molt massissa. La casa presenta encara tots els elements característics de la façana medieval: porta de mig punt amb carreus regulars, finestres d'arc apuntat al segon pis, i les elegants finestres ogivals amb columnes geminades. La planta baixa disposa de tres portals adovellats de mig punt i espitlleres. De la primera planta en destaquen quatre finestres coronelles. A la porxada hi ha una galeria de cinc arcs ogivals.
La casa presenta una austera elegància i la pedra, treballada d'una manera regular, dona testimoni de la noblesa i sòlida construcció d'aquesta casa.
Rehabilitat entre els anys 2002-2010, actualment acull la seu de l'Arxiu Municipal i de la Fundació Cardona Històrica.
S'hi han trobat unes pintures murals gòtiques i la que podria ser la representació més antiga del bestiari català. Aquest grafit ha donat lloc a la recuperació de l'Àliga de Cardona.
Aquestes pintures murals formen part del primer gòtic lineal amb cortinatges i escenes cavalleresques.

## Notícies històriques
Residència dels Aguilar, important família cardonina que ocupà càrrecs en l'administració del comtat i de la vila de Cardona. L'any 1373 la documentació fa referència a la casa com a residència de Guillem Aguilar. L'any 1428 Joan Aguilar i altres cònsols de la vila de Cardona vengueren una de les torres de la porta de Graells, al costat mateix de la casa Aguilar.